# Bruay-la-Buissière

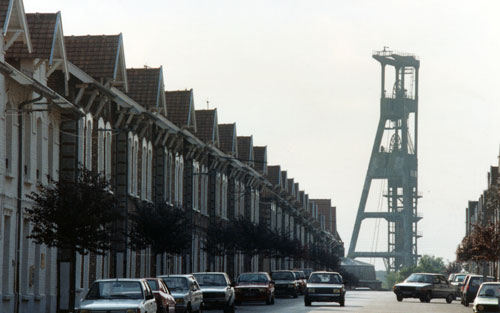
Stadens gruva

Bruay-la-Buissière är en kommun i departementet Pas-de-Calais i regionen Hauts-de-France i norra Frankrike. Bruay-la-Buissière var tidigare kolgruvestad ca. 10 km sydväst om Béthune och 48 km sydväst om Lille, där vägarna D57 och N47 korsar varandra.

## Befolkningsutveckling
Antalet invånare i kommunen Bruay-la-Buissière
| Referens: INSEE |